# Ann Beattie
Ann Beattie (Washington D.C., 8 september 1947) is een schrijver uit de Verenigde Staten. Ze schrijft onder andere verhalen en romans. Verhalen van haar werden gepubliceerd in The New Yorker.
De enige verhalen die in het Nederlands zijn vertaald, werden uitgebracht onder de titel Geheime verrassingen. Deze bundel bevat een bloemlezing uit de oorspronkelijke bundels Distortions (1976) en Secrets and Surprises (1978).

## Werken
Romans: 
- Chilly Scenes of Winter (1976)
- Falling in Place (1981; Op zijn plaats, 1981, vertaling Bartho Kriek)
- Love Always (1986)
- Picturing Will (1989; Portret van Will, 1991, vertaling Nettie Vink)
- Another You (1995)
- My Life, Starring Dara Falcon (1997)
- The Doctor's House (2002)
- Mrs. Nixon: A Novelist Imagines A Life (2011)
- A Wonderful Stroke of Luck (2019)

Verhalen:
- Distortions (1976)
- Secrets and Surprises (1978)
- The Burning House (1982)
- Where You’ll Find Me, and Other Stories (1986)
- Park City (1998)
- Perfect Recall (2001)
- Follies (2005)
- The State We’re In: Maine Stories (2015)
- The Accomplished Guest (2017)